# Slättan
Slättan är en by i Östervåla socken, Heby kommun.
Slättan omtalas i dokument första gången 1538. Under 1500-talet upptas Slättan som kyrkotorp, först som 1 penningland, senare som 1 öresland. 1548 och 1554 anges det vara ett jordetorp, men framöver endast som kyrkojord. Det räknas senare som kronojord och upptas som 1/4 mantal. Under 1700-talet blir det skogvaktarboställe. Namnet kommer förmodligen av att gården är belägen på ett förhållandevis plant åkerparti.